# Meclociclina
La meclociclina è un antibiotico dotato di attività antibatterica appartenente alla classe della tetracicline. 
La molecola deriva da quella di un'altra tetraciclina, la ossitetraciclina. Viene generalmente impiegata per uso topico, come crema o unguento ed applicata nella come sale sulfosalicilato per il trattamento di infezioni cutanee superficiali e l'acne volgare. 
In Italia è reperibile anche nella forma di ovuli per uso ginecologico, con il nome commerciale di Mecloderm ovuli.

## Proprietà chimico fisiche
Si presenta come una polvere giallo-grigia; insolubile in acqua, solubile in alcool metilico.
Una soluzione all'1% di meclociclina sulfosalicilato in acqua ha un pH compreso tra 2,5 e 3.5. La molecola deve essere conservata in contenitori ermetici e protetta dalla luce.

## Indicazioni
La molecola è indicata in caso di infezioni cutanee sostenute da microrganismi sensibili alle tetracicline. È stata utilizzata con successo anche in soggetti affetti da acne volgare e acne papulo-pustolosa. 
Nella formulazione in ovuli vaginali trova indicazione in caso di vaginiti, cervico-vaginiti, o vulvo-vaginiti di verosimile o accertata origine batterica.

## Farmacodinamica
La meclociclina sulfosalicilato svolge il suo effetto antimicrobico tramite inibizione della sintesi proteica batterica. La molecola inibisce il trasporto degli aminoacidi dall'aminoacil-t-RNA ai ribosomi impedendo il legame con la subunità 30S. Viene così impedita la formazione della catena peptidica e pertanto la sintesi delle proteine.

## Farmacocinetica
La meclociclina applicata sulla cute non viene praticamente assorbita dall'organismo.

## Controindicazioni
La molecola è controindicata in soggetti con ipersensibilità nota al principio attivo o ad altre tetracicline. 
L’impiego della meclociclina è controindicato nelle lesioni cutanee di natura tubercolare, virale o luetica.

## Effetti indesiderati
Tra gli effetti indesiderati quelli di più frequente riscontro sono le reazioni allergiche, arrossamento locale, edema, dolore urente (bruciore) e altri segni di irritazione. È possibile il riscontro di ingiallimento della cute, problema facilmente superabile con blandi risciacqui di acqua e sapone.

## Sovradosaggio
Dopo applicazione locale non sono mai stati segnalati problemi da sovradosaggio del farmaco.